# Hadi Saei
Hadi Saei Bonehkohal (en persan : هادی ساعی بنه كُهل), né le 10 juin 1976, est un taekwondoïste iranien.
Il est le combattant de taekwondo le plus décoré de l'histoire de son sport (2 titres olympiques en 2004 et 2008, 2 titres en championnats du monde, 4 titres en coupe du monde et un titre en tournoi mondial de qualification olympique, soit 9 titres "de classe mondiale" en tout).